# Zorocrates karli
Zorocrates karli is een spinnensoort uit de familie Zoropsidae. De soort komt voor in de Verenigde Staten en Mexico.